# Náměstí T. G. Masaryka 51 (Kamenický Šenov)
bývalý Sklářský exportní dům v Kamenickém Šenově (náměstí T. G. Masaryka 51) je klasicistní objekt nacházející se v Libereckém kraji v okrese Česká Lípa na náměstí T. G. Masaryka číslo popisné 51 v Kamenickém Šenově. Dům (v jihozápadní části šenovského náměstí T.G.M.) nechal vystavět v roce 1772 obchodník se sklem Franz Zahn. Od 19. století byl objekt v držení výrobce lustrů Gustava Adolfa Palmeho. Klasicistně pojatá rozsáhlá stavba členitého půdorysu byla stavebně pozměněna na začátku 20. století a ve druhé polovině 20. století. Veřejnosti nepřístupný areál domu byl vzat pod státní památkovou ochranu od 30. prosince 2020.

## Podrobněji

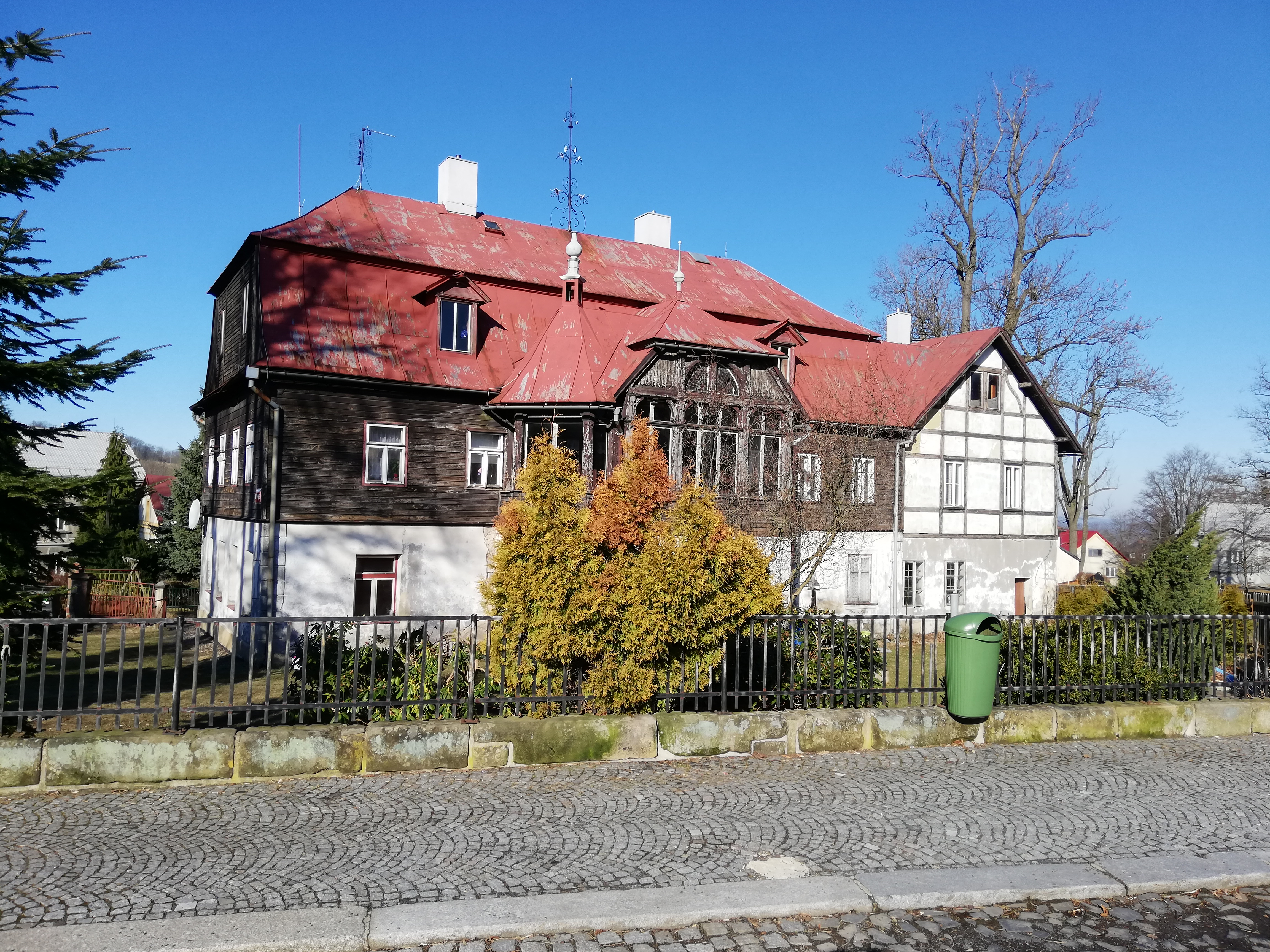
Sklářský exportní dům (pohled z jihovýchodu, léto 2020)

### Popis prvků zasluhujících pozornost
Obytný objekt se nachází na pozemku ohrazeném oplocením a je obklopen zahradou. V jižní části tohoto oplocení se dochovala historická podezdívka z pískovce (relikt oplocení) a vjezdová brána. Před západním průčelím domu je zpevněný (dlážděný) dvůr. Severně od obytného domu doplňuje celkovou podobu areálu drobná samostatná stavba kočárovny (kočárny).

### Podstata památkové hodnoty
Dům je příkladem relativně dobře dochovaného tzv. sklářského exportního domu, který je svým způsobem charakteristický pro historickou zástavbu v Kamenickém Šenově a zároveň dobře slouží jako doklad postupného vývoje specifických stavebních zvyklostí v dané oblasti. Historická podoba domu má památkovou hodnotu, ale zároveň objekt nezaměnitelným způsobem zapadá do historického prostředí vlastního jádra městské šenovské památkové zóny.
Důvodem pro památkovou ochranu je řada historických stavebních konstrukcí a architektonických detailů, které souvisí s předešlou funkcí domu. Z tohoto pohledu je třeba vyzdvihnout unikátně dochované skladovací prostory (vestavěné regály skladovacího prostoru) nalézající se v podkroví objektu. Pozornost zaslouží i samotná dispozice domu a řada historických výplní otvorů.

### Historie
Dům je zmiňován (podle pamětních spisů Harryho Palmeho) již v roce 1772. Tehdy jej vlastnil obchodník se sklem Franz Zahn. Půdorysná stopa objektu (se západním křídlem a dalšími přístavbami) je patrná i na mapě stabilního katastru z roku 1843. V roce 1902 prošel objekt výraznou proměnou při úpravách podle dochované plánové dokumentace (podepsané místním stavitelem Adolfem Richterem). K domu byl přistavěn východní rizalit pojednaný v historizujícím slohu. K výstavbě severovýchodní přístavby a kočárovny došlo nejspíše na přelomu 19. a 20. století. Na jednotlivé byty byl dům rozčleněn ve 2. polovině 20. století, kdy během těchto necitlivých úprav došlo k výměně řady okenních výplní a k částečným úpravám dispozice.

Budova na dobových snímcích
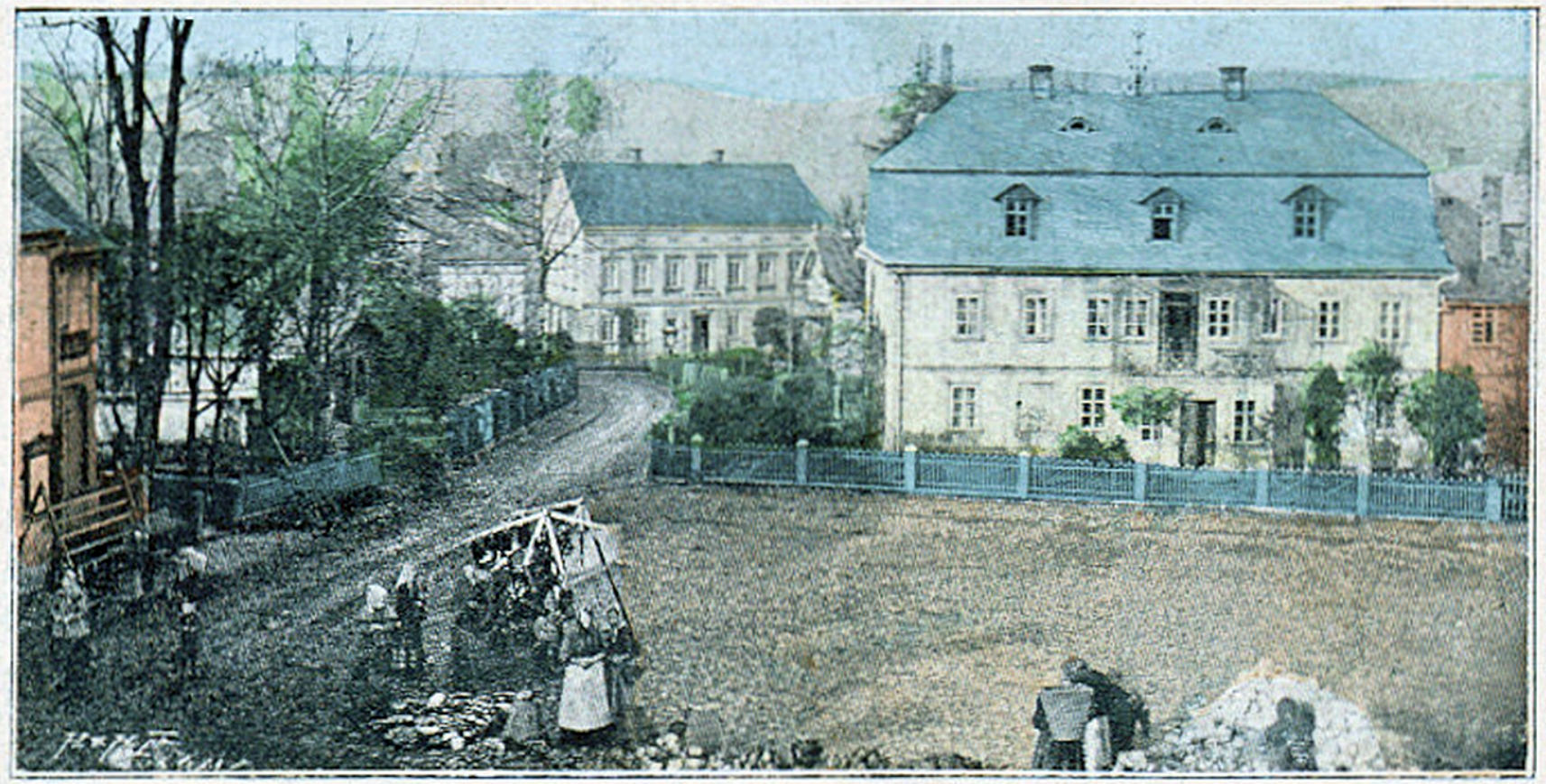
Na kolorované pohlednici datované k roku 1901
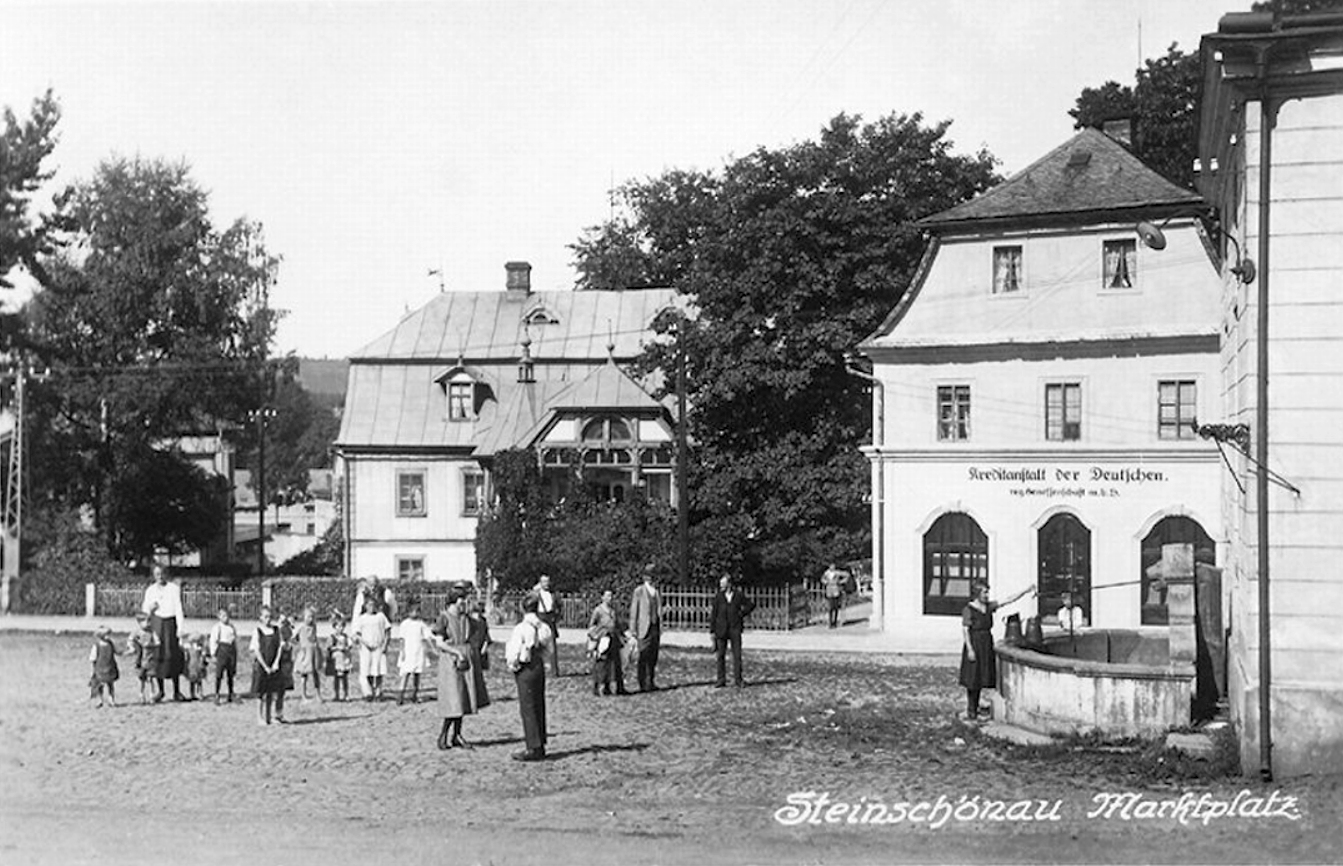
Na černobílé pohlednici (mezi léty 1932 až 1945)